# Cuando toca la campana
Cuando toca la campana è una sitcom argentina trasmessa su Disney Channel dal 28 febbraio 2011 al 15 dicembre 2012, basata su Quelli dell'intervallo. Nel 2011 è uscita la colonna sonora dal titolo Cuando toca la campana.

## Trama
La storia gira intorno ai protagonisti Barbi, Miguel, Lucía, Ana, Pablo, Rodrigo, DJ, Natalia e Paola, che studiano tutti nella stessa scuola e cercano di divertirsi nella ricreazione.

## Produzione
Il programma è prodotto da Disney Channel Latinoamérica e da Cristal Liquido Produçöes. Il cast vede avvicendarsi alcuni attori dal film High School Musical - La sfida e dal programma televisivo High School Musical: la selección, come Jorge Blanco, Mariana Magaña, Stephie Camarena e Gerardo Velázquez. Nel cast iniziale Disney voleva degli attori che avessero già delle esperienze come attori. Ai casting si presentarono più di 200 talenti.

## Episodi
| Stagione         | Episodi | Prima TV Argentina |
| ---------------- | ------- | ------------------ |
| Prima stagione   | 38      | 2011               |
| Seconda stagione | 32      | 2012               |

## Personaggi e interpreti

### Principali
- Barbi, interpretata da Mariana Magaña. È una ragazza sentimentale, molto sensibile e delicata, graziosa e socievole.
- Miguel, interpretato da Leonel Deluglio. È un ragazzo affascinante innamorato di Lucia, ma sa già non si dichiarerà mai.
- Lucía, interpretata da Nicole Luis. È una ragazza molto bella e desiderata. È innamorata di Miguel, ma non riesce a dichiararsi.
- Ana, interpretata da Diana Santos. È una ragazza colta e studiosa, innamorata di Pablo.
- Pablo, interpretato da Jorge Blanco. Vive per il calcio ed è innamorato di Ana.
- DJ, interpretato da Gerardo Velazquez. Vive per la musica, è molto pettegolo e soprannominato "chismoso".
- Rodrigo, interpretato da Julio Graham. È un ragazzo distratto e confuso ed è innamorato di Paola.
- Nati, interpretata da Stephie Camarena. È appassionata di musica e arte.
- Paola, interpretata da Eva De Dominici. Bellissima e popolare, è una famosa cantante.

### Secondari
- Ramiro, interpretato da Santiago Stieben. È un alunno della scuola ed è stato rivale di Rodrigo nell'episodio 12.
- Matias, interpretato da Walter Bruno. È un alunno della scuola ed è stato rivale di Pablo nell'episodio 15.
- Michelle, interpretata da Valeria Baroni.
- Juliana, interpretata da Pamela Otero.
- Jennifer, interpretata da Clara Alonso.

## Discografia

### Colonna sonora
- Cuando toca la campana (2011)

### Singoli
- Es el momento (2011)
- A celebrar (2011)
- Será que eres tú (2011)
- Ahí estaré (2011)

## Premi e candidature
- 2011 - Kids' Choice Awards México
  - Nomination - Programma preferito.
  - Nomination - Personaggio femminile preferito di una serie a Diana Santos.
- 2012 - Kids' Choice Awards México
  - Nomination - Attrice preferita a Mariana Magaña.